# 情動調節障害
情動調節障害（じょうどうちょうせつしょうがい、Pseudobulbar Affect; PBA）は非自発性の情動発作を特徴とする神経性障害の一つであり、多くの神経変性疾患や頭部外傷などに併発して出現する。患者は発作の出現や感情変化を自覚することもあるが、その多くは制御困難であり、エピソードはしばしば数分に渡って継続する。単に情動反応の程度が変化するだけでなく、怒りを覚えているにもかかわらず笑い続けるなど、場にそぐわない感情表現に至ることも多い。

## 用語と歴史
歴史的に神経変性疾患に伴う人格変化や情動変化は古くから観察されており、特に1974年にMatin Albertらが提唱した皮質下認知症subcortical dementiaの特徴の一つとして、こうしたいわゆる脱抑制症状がすでに挙げられている。その後皮質下病変を伴わない前頭側頭葉型認知症 frontotemporal dementia (FTD) でも同様の症状が見られるなど、皮質下症状というより前頭葉症状あるいは皮質下－前頭葉性症状などと理解されるようになったが、今日では情動症状の多くは小脳のゲートコントロール機能の破綻に主たる原因があると考えられている（後述）。こうした経緯から本疾患を表す用語は歴史的に多彩多様であり、情動調節障害はこれまで仮性球麻痺に伴う情動発作、仮性球情動、強制泣き笑い、制御不能情動、不適切感情症状などと呼ばれてきた現象を包括する症候群であると考えられる。ただし一部に情動症状を伴わないタイプの、表情筋のコントロール異常による泣き笑い発作を指す使用もあり、用語の区別には注意を要する。

## 臨床症状
本疾患の主要な特徴は情動反応の発現閾値が低下することであり、原疾患に罹患する前には反応が起きなかったような刺激に対して、あるいは何も刺激がない状態でさえも、明らかな情動反応が非自発的に出現する状態を指している。症状としては、本来であれば溜息で終わる程度の場面で大げさに泣き出すなど、情動反応の程度が病的に大きく変動するものから、刺激の性質からは説明がつかないような情動表現を呈する場合もある。たとえば悲しい知らせを聞いたにもかかわらず大声で笑いだしたり、特に何のきっかけもなく泣き始めたりするなど、場にそぐわない情動反応が繰り返し出現するケースも少なくない。多くの症状は突然出現し、しばしば数秒から数分かけて持続し、日によっては複数回出現する場合もある。こうした症状は当然ながら周囲には理解しがたいため、患者の社会生活や仕事などにも影響を与え、結果的にクオリティ・オブ・ライフを低下させることが指摘されている。

## 疫学
情動調節障害は筋萎縮性側索硬化症 (Amyotrophic lateral sclerosis, ALS)、多発性硬化症 (Multiple sclerosis, MS)、パーキンソン病、アルツハイマー型認知症など、広範囲の脳疾患に付随して認められる。その出現頻度は報告により様々であるが、比較的一致しているのは、少なくとも臨床上無視できる程度に稀少な現象ではないという所見である。2005年に全米で行われたオンライン調査では、ALS、MS、パーキンソン病、アルツハイマー型認知症、脳血管障害、頭部外傷の患者2318人のうち、情動調節障害の症状を呈する割合は9.4％から最大37.5％存在することが判明した。これを単純に全米人口に置き換えると180万人から最大710万人の患者が存在することになり、低く見積もってもALSやMS、パーキンソン病を数の上では凌ぐ、大きな医療課題となり得ることを示唆している。一方で症状を自覚していても実際にPBAと診断される割合は41％に過ぎず、まだ臨床上では治療対象として十分に認識されていない結果となっている。こうした現状を踏まえ、米国ではウェブサイトでの啓発活動などが盛んになっている（PBA FACTS）。

## 病態生理
神経画像などによる最近の知見は情動調節障害における脱抑制のメカニズムが単純ではないことを示しているが、その中心的な役割を小脳が担っていることが徐々に明らかになりつつある。大脳皮質からの橋小脳路は運動系だけでなく認知や情動機能も司っており、その中で小脳は大脳皮質から入力される社会的文脈や気分などに合わせて、情動反応を細かく調節する役割を担っている。情動調節障害では、この小脳の機能不全によって皮質－橋小脳路の制御破綻が生じていると考えられており、特に小脳の微小循環の障害が情動のゲートコントロールとしての機能を妨げている可能性が指摘されている。前頭・側頭野や運動野からの直接入力は脳幹を介して小脳によって調節されており、運動系入力は体性感覚野からの抑制系入力により調節される。抑制系入力の減少は結果的に小脳の脱抑制を来たし、社会的に不適切な、あるいは場にそぐわない感情失禁、すなわちPBAが生じることになる。この系の回路で中心的な役割を担う神経伝達物質は、セロトニンとグルタミン酸であると現在考えられている。セロトニンは大脳辺縁系あるいは小脳系における衝動制御に関わっているとされており、グルタミン酸受容体は脳内に広く分布し主として抑制系入力に関わっている。これらの神経伝達物質の不均衡が症状の背景にあることから、薬物治療の奏功する可能性が高いと考えられている。

## 鑑別診断
臨床上、情動調節障害との鑑別で最も問題となるのはうつ病である。PBAの基礎疾患は長期に渡って進行する神経変性疾患であることが多く、その性質上、うつ症状などの気分の変動が生じる可能性が高く、実際に症状からだけではPBAとうつ病などの気分障害とで明瞭な違いが見られないことも多い。ただし両者における症状の持続期間は比較的明瞭に異なり、うつ病の症状の方がより持続的であるといえる。また明らかに過度な情緒反応はうつ症状では考えにくく、うつ病に通常見られるような睡眠や食欲の減退などもPBAそのものでは認めにくい。脳卒中後うつ病Post Stroke Depressionは特にしばしば鑑別が困難であると考えられるが、PBAを有する場合はより特徴的な悲哀感の表出や泣き発作が現れるとされる。他に鑑別の必要な疾患は、てんかんやチック、ジストニアなどの神経・精神疾患であり、また副作用を含めた薬剤による影響も考慮する必要があるため、いずれにせよ臨床的にPBAの診断を下すためには、症状への丁寧な問診が重要であると考えられている。

## 治療
情動調節障害の治療は、一般的に症状の重症度や頻度を下げることがゴールとされており、上述のような病態生理に基づいて、セロトニンやグルタミン酸を標的とした薬物療法が有効であるとされている。従来は三環系抗うつ剤やSSRI（選択的セロトニン受容体再取り込み阻害薬）が限定的に用いられてきたが、最近になって鎮咳薬のデキストロメトルファンと抗不整脈薬のキニジンの合剤（Dextromethorphan/quinidine商品名：Nuedexta）がPBAの治療薬としてFDA（アメリカ食品医薬品局）から承認されたことによって、薬物療法の有効性が徐々に浸透しつつある。Nuedextaは362例のPBAを伴うMSあるいはALSの患者を対象に、12週間の無作為プラセボ対照比較試験を行い、プラセボに対して有意にPBA症状の重症度と頻度が低下することを示した。